# Adelina-Margarita Hertl
Adelina-Margarita Hertl, née le 24 mai 1832 à Sedan et morte le 18 février 1872 à Bad Ems, est une peintre française.

## Biographie
Élève de Léon Cogniet et de Paul-Émile Lecoq de Boisbaudran, pastelliste et peintre de fleurs, elle participe au Salon parisien de 1857 à 1870.

## Œuvres
- Étude de roses, pastel, 1864
- Pavots et roses, pastel, 1857
- Camélias, lilas et primevères, pastel, 1857
- Roses et phlox, pastel, Musée des Beaux-arts de Bordeaux
- Roses, campanules et giroflées, pastel, Musée des Beaux-arts de Bordeaux